# James Bell (Politiker, 1804)

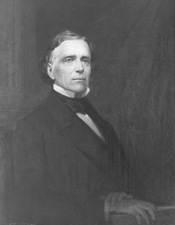
James Bell

James Bell (* 13. November 1804 in Francestown, Hillsborough County, New Hampshire; † 26. Mai 1857 in Laconia, New Hampshire) war ein US-amerikanischer Politiker und vertrat von 1855 bis zu seinem Tod 1857 den Bundesstaat New Hampshire im US-Senat. Er war der Sohn von Samuel Bell, Onkel von Samuel Newell Bell und Cousin von Charles Henry Bell.
Er graduierte 1822 am Bowdoin College, studierte anschließend Jura an der Litchfield Law School und wurde dann 1825 als Anwalt zugelassen. Daraufhin begann er in Gilmanton zu praktizieren. Später entschied er sich eine politische Laufbahn einzuschlagen, indem er für einen Sitz im Repräsentantenhaus von New Hampshire kandidierte, wo er nach erfolgreicher Wahl bis 1850 verblieb. Ferner kandidierte Bell 1854 erfolglos für das Amt des Gouverneurs von New Hampshire. Im nachfolgenden Jahr wurde er im Juli in den US-Senat gewählt, wo er vom 30. Juli 1855 bis zu seinem Tod am 26. Mai 1857 tätig war.
Bell starb in Laconia und wurde auf dem Friedhof von Exeter beigesetzt.